# (147918) Chiayi
(147918) Chiayi est un astéroïde de la ceinture principale.

## Description
(147918) Chiayi est un astéroïde de la ceinture principale. Il fut découvert le 25 octobre 2006 à l'Observatoire de Lulin par Ye Quan-Zhi et Hong Qin Lin. Il présente une orbite caractérisée par un demi-grand axe de 2,36 UA, une excentricité de 0,20 et une inclinaison de 4,6° par rapport à l'écliptique.

## Compléments